# St. Bonifatius (Schnufenhofen)

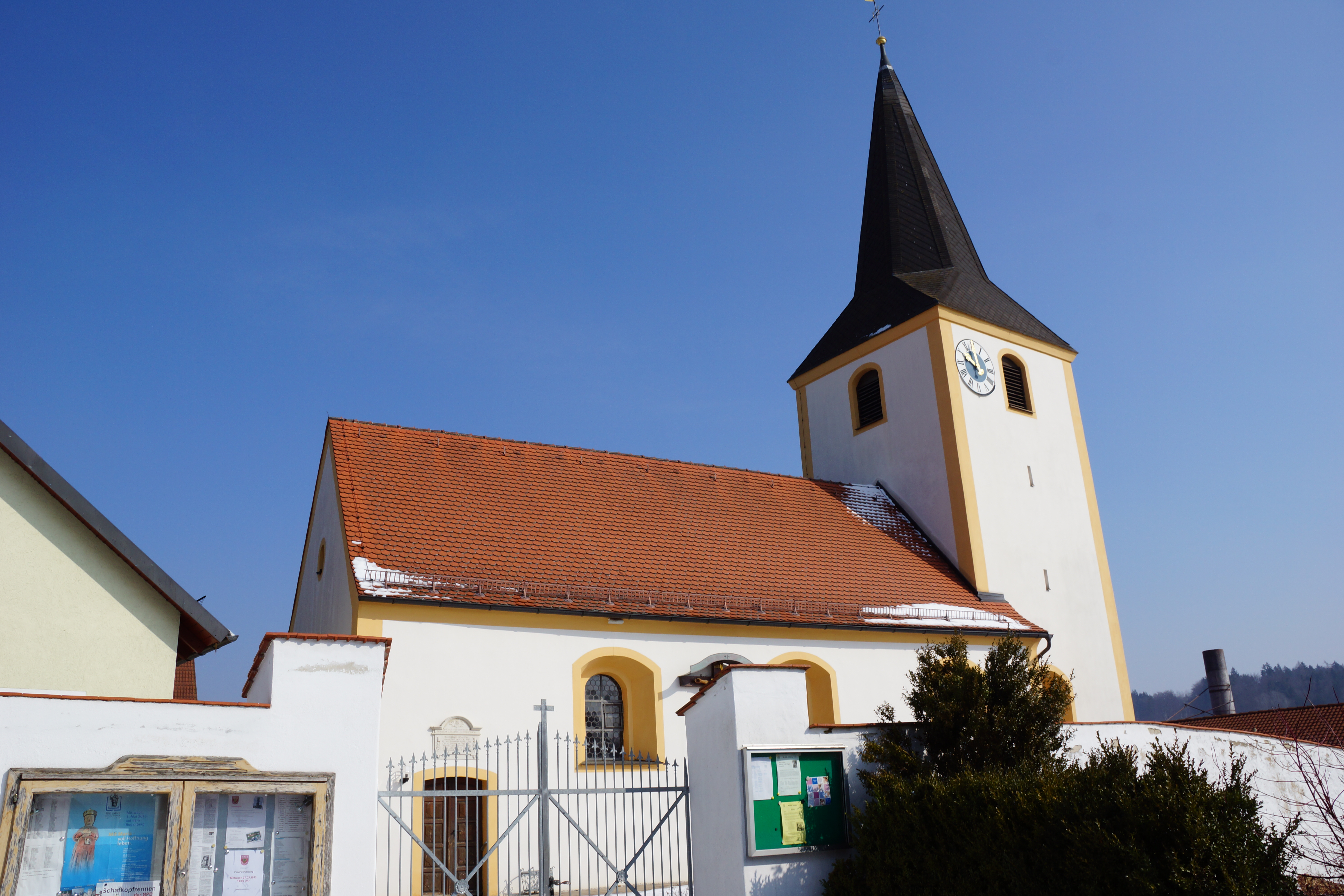
St. Bonifatius (Schnufenhofen)

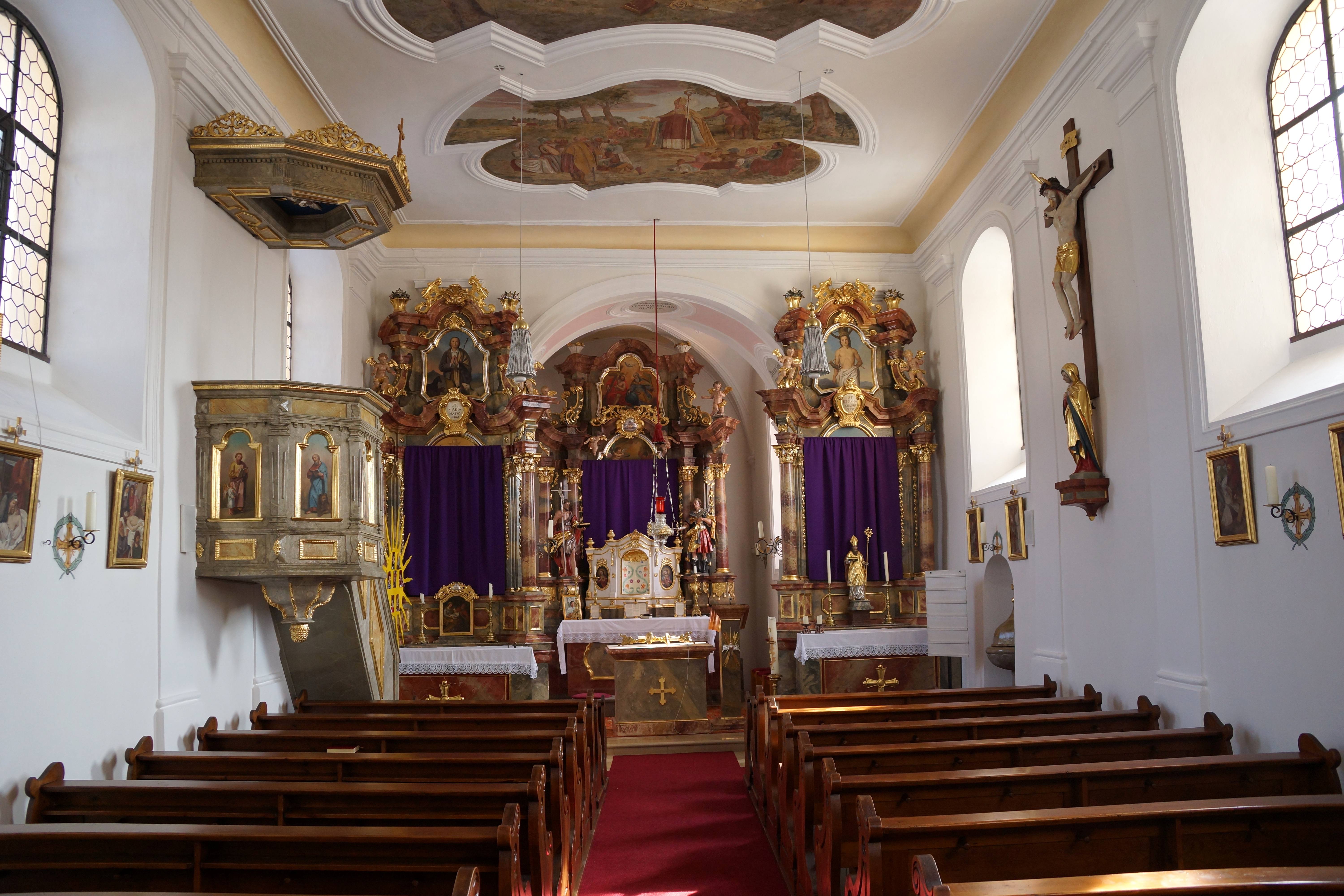
Innenansicht

Die römisch-katholische, denkmalgeschützte Filialkirche St. Bonifatius steht in Schnufenhofen, einem Gemeindeteil der Gemeinde Seubersdorf in der Oberpfalz im Landkreis Neumarkt in der Oberpfalz. Sie ist dem Bistum Eichstätt zugeordnet. Das Bauwerk ist unter der Denkmalnummer D-3-73-160-16 als Baudenkmal in die Bayerische Denkmalliste eingetragen.

## Beschreibung
Die frühgotische Saalkirche wurde nach einem Brand 1859 umgestaltet. Sie besteht aus einem Langhaus, das mit einem Satteldach bedeckt ist, und einem Chorturm auf quadratischem Grundriss im Osten, der mit einem achtseitigen Knickhelm bedeckt ist. Das Langhaus wurde 1887 nach Westen verlängert.
Der Innenraum des Langhauses ist mit einer Flachdecke überspannt, der des Chors, d. h. der des Erdgeschosses des Chorturms mit einem Kreuzgewölbe. Zur Kirchenausstattung gehört ein Hochaltar mit einem frühklassizistischen Tabernakel, der von je zwei Säulen flankiert wird, neben denen sich Statuen des Johannes des Täufers und des heiligen Sebastian befinden. Die Orgel wurde 2010 vom Claudius Winterhalter errichtet.